# إليزابيث ويبستر
إليزابيث ويبستر (بالإنجليزية: Elizabeth Webster)‏ هي ممثلة بريطانية، ولدت في القرن العشرين في روتشستر في المملكة المتحدة.

## وصلات خارجية
- إليزابيث ويبستر على موقع IMDb (الإنجليزية)
- إليزابيث ويبستر على موقع ألو سيني (الفرنسية)
- إليزابيث ويبستر على موقع قاعدة بيانات الفيلم (الإنجليزية)
- إليزابيث ويبستر على موقع كينوبويسك (الروسية)